# Neuklosterholz
Das Neuklosterholz ist ein Naturschutzgebiet in der niedersächsischen Hansestadt Buxtehude im Landkreis Stade.

## Allgemeines
Das Naturschutzgebiet mit dem Kennzeichen NSG LÜ 323 ist rund 260 Hektar groß. Der größte Teil des Naturschutzgebietes ist gleichzeitig als gleichnamiges FFH-Gebiet ausgewiesen. In dem Naturschutzgebiet sind Teile des 1976 ausgewiesenen, rund 628 Hektar großen Landschaftsschutzgebietes „Neukloster Forst“ aufgegangen. Das Gebiet steht seit dem 16. März 2018 unter Naturschutz. Zuständige untere Naturschutzbehörde ist der Landkreis Stade.

## Beschreibung
Das Naturschutzgebiet liegt westlich von Buxtehude am Rand der Zevener Geest. Es stellt einen naturnahen Eichen-Buchenwald als historisch alten Waldstandort mit bis zu 200 Jahre alten Baumbeständen unter Schutz. Die Buchenwälder sind in erster Linie als Hainsimsen-Buchenwald, teilweise auch als Waldmeister-Buchenwald ausgeprägt. Stellenweise stocken Eichenwälder. Die Hainsimsen-Buchenwälder beherbergen u. a. Adlerfarn, Drahtschmiele, Waldgeißblatt, Große Sternmiere, Vielblütige Weißwurz, Großes Hexenkraut und teilweise Buschwindröschen. Nadelwälder sind nur in geringem Umfang vorhanden. Die Waldbestände werden seit 1991 von den Niedersächsischen Landesforsten nach den LÖWE-Grundsätzen (Langfristige ökologische Waldentwicklung) bewirtschaftet.
Entlang des Mühlenbachs, der das Gebiet in einem tief eingeschnittenen Tal durchfließt, stocken quelliger Erlen-Eschen- und Weichholzauwald, u. a. mit Schwarzerle, Roterle und Gemeiner Esche. Im Süden sind Grünlandbereiche am Mühlenbach in das Naturschutzgebiet einbezogen. Im Norden des Naturschutzgebietes ist der Mühlenbach zu mehreren Teichen, den Neukloster Mühlenteichen, aufgestaut, die als Fischteiche genutzt werden. Der Talraum ist hier vielfach staunass, die Auenwälder gehen teilweise in Bruchwälder über. Hier siedeln z. B. Sumpfsegge und Sumpfdotterblume.
Die Waldgesellschaften im Naturschutzgebiet verfügen über einen hohen Altholz- und Totholzanteil. Der Kronskamp, eine im Neuklosterholz liegende, ackerbaulich genutzte Lichtung, ist aufgrund ihrer Bedeutung u. a. als Jagdrevier für Fledermäuse in das Naturschutzgebiet einbezogen.
Das Naturschutzgebiet ist Lebensraum einer artenreichen Flora und Fauna. Über 60 Vogelarten brüten hier, darunter Habicht, Sperber, Schwarzspecht, Hohltaube, Kolkrabe, Dohle, Trauerschnäpper und Waldbaumläufer. Mühlenbach und Teiche sind Lebensraum des Eisvogels. Das Naturschutzgebiet beherbergt verschiedene Fledermausarten, darunter Großer Abendsegler, Braunes Langohr,
Breitflügel-, Wasser- und Zwergfledermaus, außerdem kommen Feuersalamander und Bergmolch vor. Auch der Siebenschläfer ist heimisch, der in den 1960er-Jahren vom damaligen Revierförster ausgewildert wurde. Das Waldgebiet ist Lebensraum zahlreicher wirbelloser Tiere wie Käfer, Spinnen, Schmetterlinge, Wildbienen und Schnecken. Die Mühlenteiche beherbergen ein Vorkommen der Großen Teichmuschel. Im Naturschutzgebiet wurden über 350 Farn- und Blütenpflanzen und über 370 Pilzarten nachgewiesen.
Im Naturschutzgebiet befinden sich mehrere Großsteingräber, Grabhügel und historische Kreuz- bzw. Grenzsteine, wodurch das Gebiet auch eine hohe Bedeutung aus archäologischer und historischer Sicht hat. Insgesamt fünf Kreuz-/Grenzsteine sind ausgewiesene Naturdenkmale (ND STD 00019–00023).
Östlich des Neukloster-Forst-Weges, der das Naturschutzgebiet quert, wurde 2006 auf rund 77 Hektar Fläche der Friedwald Buxtehude eingerichtet. In der Nähe der Mühlenteiche befindet sich ein Soldatenfriedhof und ein Gefallenen-Ehrenmal. Im Osten betreibt ein Verein am Rand des Naturschutzgebietes einen Waldkindergarten.
Das Naturschutzgebiet grenzt im Norden an die Buxtehuder Ortsteile Neukloster und Hedendorf. Teilweise wird es randlich von der hier verlaufenden Bundesstraße 73 gequert. Im Osten geht es in weitere Wälder des Neuklosterholzes über, nach Süden schließen sich landwirtschaftlich genutzte Flächen an, die zum Landschaftsschutzgebiet Neukloster Forst gehören.